# Вулиця Шевченка (Дніпро)
Вулиця Шевченка — вулиця в місцевості Нагірний міста Дніпра. Має ім'я великого українського поета Тараса Григоровича Шевченка. Довжина вулиці — 1300 метрів.
Пролягає від вулиці Олеся Гончара до Троїцької площі. Від вулиці Гончара до Жуковського йде рівно по верхньому плато пагорбу. Після Жуковського до Південної вулиці спускається до засипаного тепер яру річки Половиця (Жабокрячі). Від Виконкомівської до вулиці Троїцького майдану піднімається на пагорб Млинів.

## Історія
Вулиця означена на Генеральному плані Катеринослава Івана Старова. З катеринославської доби мала назву Поліцейської.
На 1914 рік на розі Поліцейської й Жуковської (колишня Часова) розташовувалася Зразкова церковно-парафіяльна школа для хлопчиків при Катеринославській духовній семінарії. Весь квартал між Поліцейською, Часовою, Гоголівською й Катериниським проспектом належав Катеринославській духовній семінарії. Залишок муру навколо семінарії є вище будівлі № 8а й у підвалинах муру Дніпровського ліцею інформаційних технологій.

## Перехресні вулиці
- вулиця Гончара,
- вулиця Левка Лук'яненка,
- вулиця Моссаковського,
- вулиця Гоголя,
- Південна вулиця,
- провулок Шевченка,
- Кельнський бульвар,
- Виконкомівська вулиця,
- вулиця Січових Стрільців,
- вулиця Михайла Грушевського,
- Троїцька площа.

## Будівлі
На вулиці Шевченка розташовані:
- колишній корпус № 1 ДНУ імені Олеся Гончара — пам'ятка архітектури;
- № 4а — Готель «Жовтневий»;
- № 4 — Казначейство;
- № 6а — Міська дитяча поліклініка № 1;
- № 7 — РВВС Соборного району;
- № 8 — Ліцей інформаційних технологій при ДНУ імені Олеся Гончара (колишня середня школа № 80 й згодом Міжшкільний комбінат);
- № 8а — Склад, колишня військова ракетна частина;
- № 12 — колишій гуртожиток будівельників й потім головний офіс тресту «Дніпроміськбуд»;
- № 21 — Дніпровський художній музей;
- № 25 — 7-поверховий цегляний 26-квартирний житловий будинок з мансардою й гаражем введений у 2-му кварталі 2018 року, що зведено на місці 3-поверхового житлового будинку у стилі ар-деко 1925 року будівництва;[2]
- № 23 — Православний культурно-просвітницький центр "Лествица";
- № 33 — пам'ятка архітектури;
- № 51 — 19-поверховий 101-квартирний монолітно-каркасний ЖК «Катеринославський», що вводиться у 4-му кварталі 2019 року;[3]
- № 53а — Готельно-ресторанний комплекс «Каспій».

## Світлини

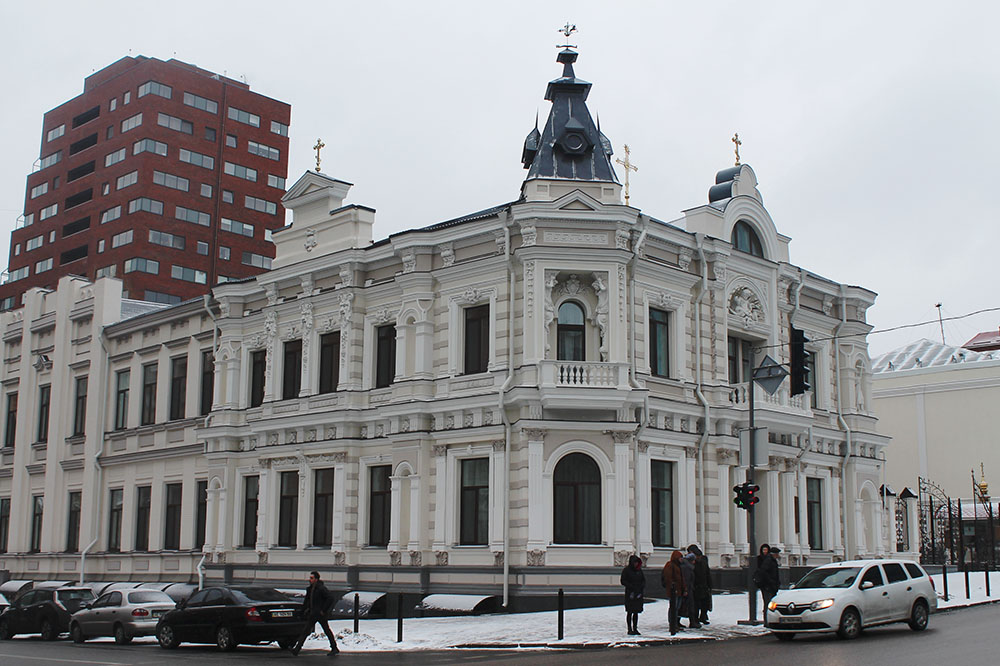
Перехрестя вулиць Січових Стрільців та Шевченка
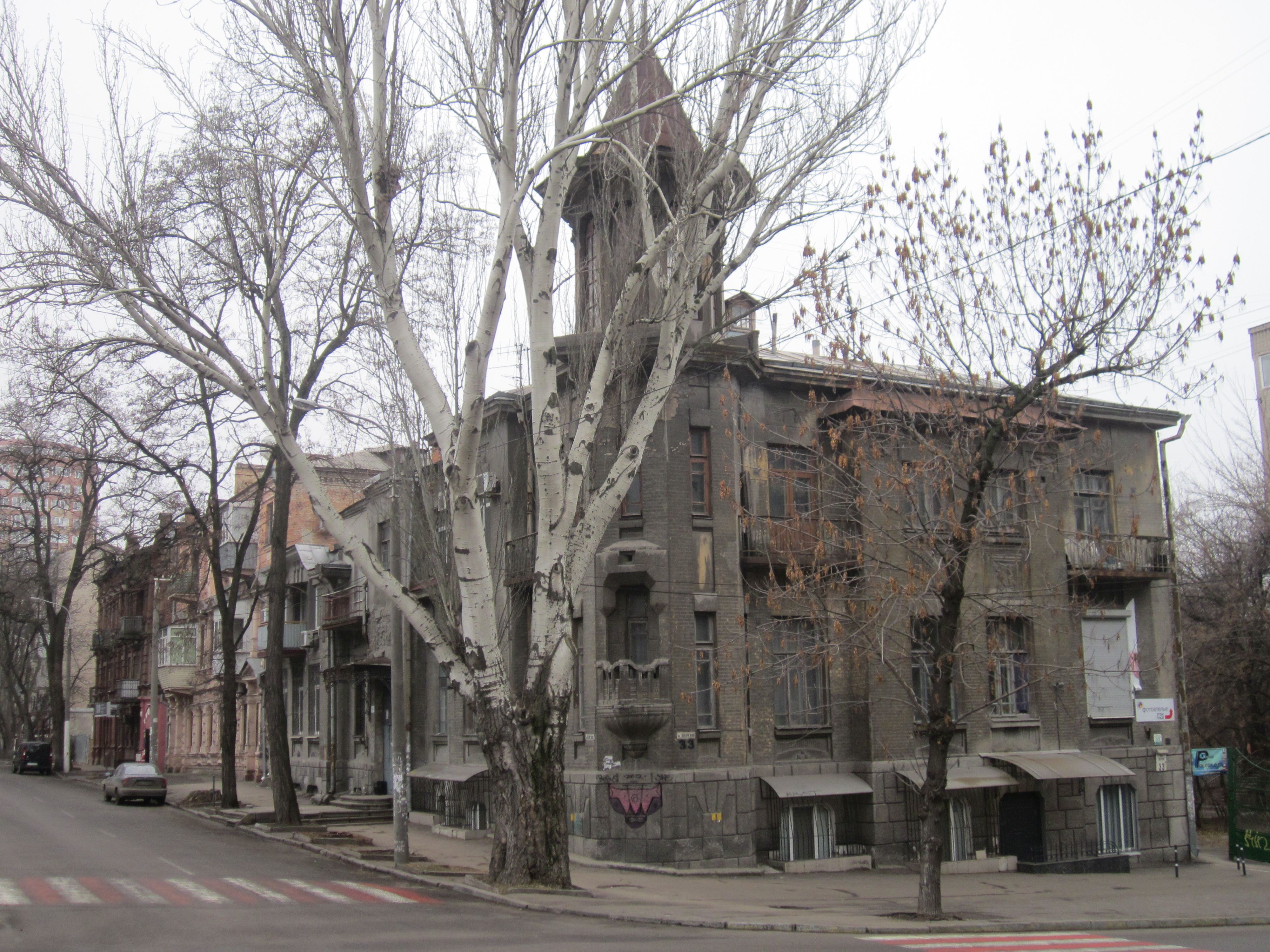
Шевченка, 33 (особняк Непокойчіцького) на розі вулиць Гоголя й Шевченка
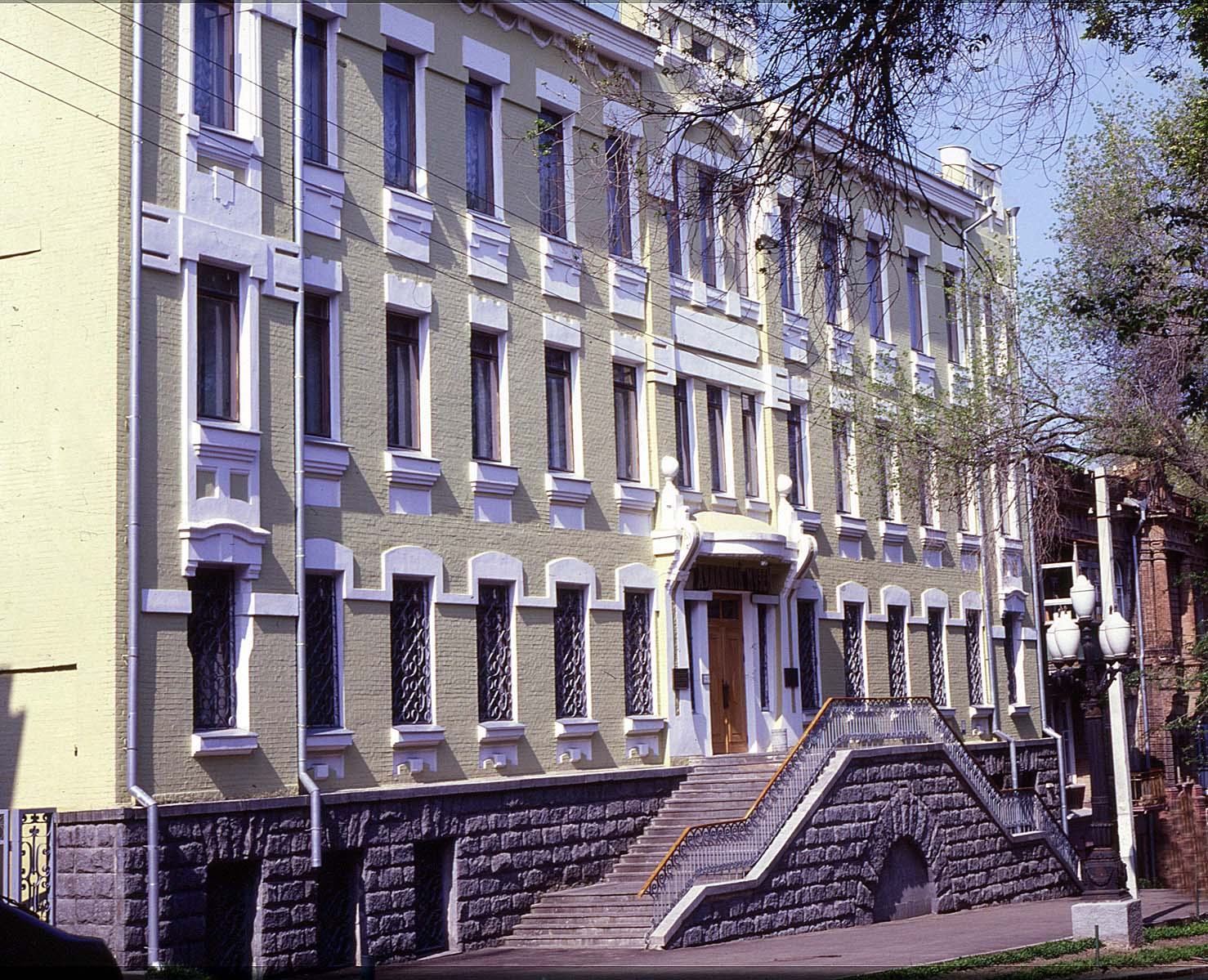
Шевченка, 21 - Дніпровський художній музей